# シェップ・ペティボーン
シェップ・ペティボーン（Shep Pettibone、本名：Robert E. Pettibone, Jr.、1959年7月15日 - ）は、リミキサー/音楽プロデューサー/クラブDJ。

## 概要
ダンス・ミュージック界で、リミキサー、プロデューサーとしてのキャリアを持つ大ベテラン。特に1980年代のエレクトロニック・ダンス・ミュージック・シーンにおいて、活動・影響力は多大なものがある。それまで主流だったポップ・ミュージックに、当時アンダーグラウンドとされていたハウスを複合。ヒップホップ・ミュージックからハウスに至るサウンドの変化を敏感に察知して、自らのスタイルに巧みに取り込むのが得意。

## マドンナとの仕事
リミキサーとして「トゥルー・ブルー」の12インチ･シングルのリミックスを担当したのが、マドンナとの仕事第一弾。以後、リミキサーとして｢ライク・ア・プレイヤー｣「エクスプレス・ユアセルフ」「キープ・イット・トゥゲザー」などの12インチリミックスを担当する。「ユー・キャン・ダンス」にも参加。プロデューサーとしてマドンナとの初めての仕事は「ヴォーグ」で、本曲がメガトン級の成功を収めたため、彼女の絶大な信頼を得ることになった。同曲を収めた「アイム・ブレスレス」を経て、「ウルトラ・マドンナ～グレイテスト・ヒッツ」の「ヴォーグ」と「レスキュー・ミー」の2曲で参加。映画「プリティ・リーグ」のテーマ曲である「マイ・プレイグラウンド」のプロデュースも行い、アルバム「エロティカ」ではメイン・プロデューサーに起用された。

## その他のアーティスト
キャシー・デニス、ペットショップボーイズ、テイラー・デインなど。
日本人では小室哲哉の楽曲「RUNNING TO HORIZON」「GRAVITY OF LOVE」を手がける。